# Epidemiología de las colisiones de vehículos de motor
En todo el mundo se estimó que 1,25 millones de personas murieron y muchos millones más resultaron heridas en colisiones de vehículos de motor en 2013 Esto hace que las colisiones de vehículos motorizados sean la principal causa de muerte entre los adultos jóvenes de 15 a 29 años de edad (360.000 mueren al año) y la novena causa de muerte para todas las edades en todo el mundo. En los Estados Unidos, 40,100 personas murieron y 2,8 millones resultaron heridas en accidentes en 2017 y alrededor de 2,000 niños menores de 16 años mueren cada año. Se estima que las colisiones de vehículos de motor causaron la muerte de alrededor de 60 millones de personas durante el siglo XX, aproximadamente el mismo número de víctimas de la Segunda Guerra Mundial . 
A nivel mundial, los accidentes de tráfico son la principal causa de muerte no natural.     

## Historia y tendencias

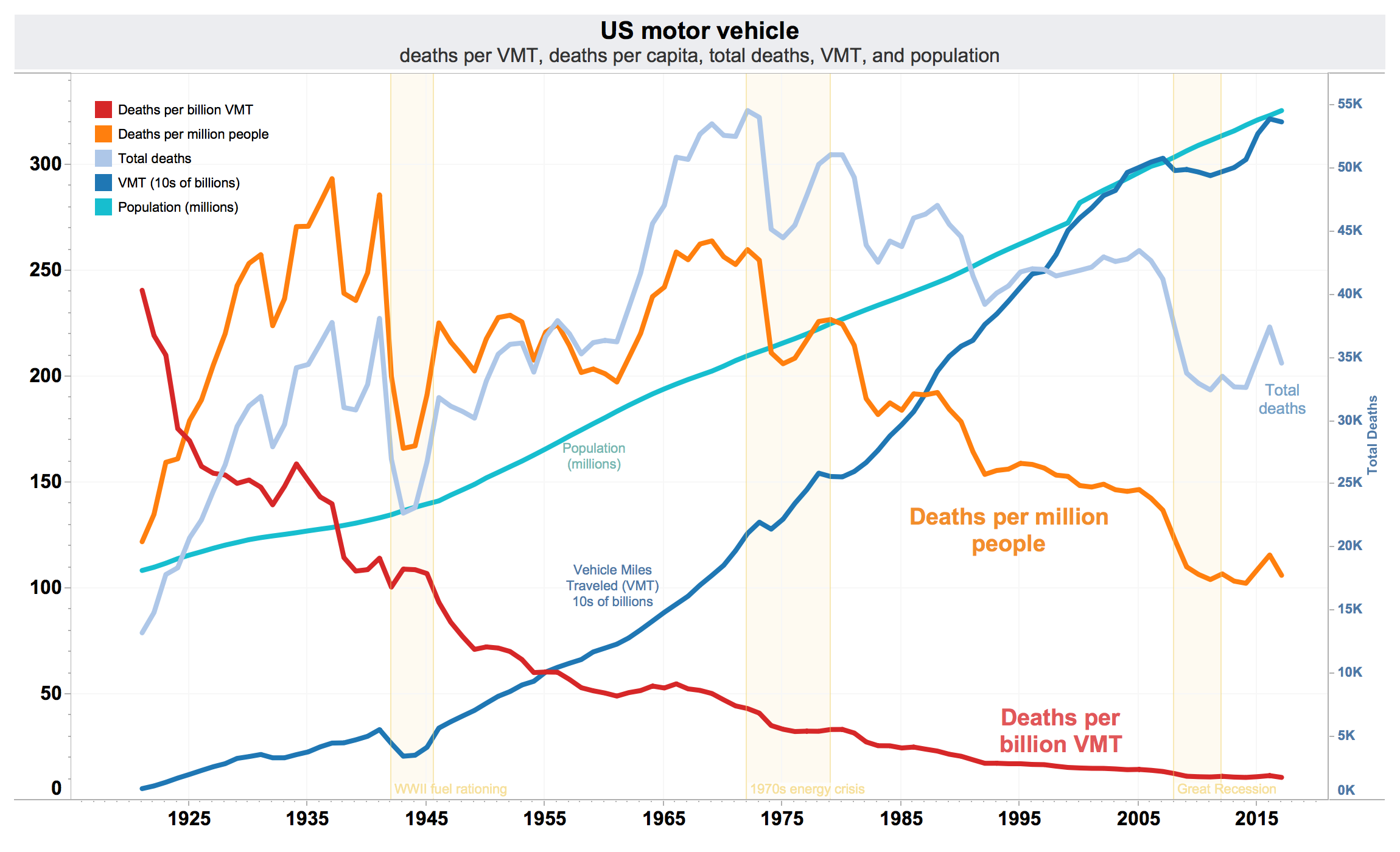
Muertes de tráfico anuales en EE. UU. Por mil millones de millas en vehículos recorridos (rojo), millas recorridas (azul), por millón de personas (naranja), muertes anuales totales (azul claro), VMT en decenas de miles de millones (azul oscuro) y población en millones (verde azulado)), de 1921 a 2017

Las cifras de peajes de carreteras en los países desarrollados muestran que las muertes por colisiones de automóviles han disminuido desde 1980. Japón es un ejemplo extremo, con muertes en la carretera que disminuyeron a 5.115 en 2008, que es el 25% de la tasa per cápita de 1970 y el 17% de la tasa de 1970 por distancia recorrida por vehículo. En 2008, por primera vez, más peatones que ocupantes de vehículos murieron en Japón a causa de los automóviles.  Además de mejorar las condiciones generales de las carreteras, como la iluminación y los pasillos separados, Japón ha estado instalando tecnología de sistema de transporte inteligente, como monitores para automóviles detenidos, para evitar accidentes. 
En los países en desarrollo, las estadísticas pueden ser muy inexactas o difíciles de obtener. Algunas naciones no han reducido significativamente la tasa de mortalidad total, que se sitúa en 12.000 en Tailandia en 2007, por ejemplo.
En los Estados Unidos, veintiocho estados tuvieron reducciones en el número de muertes por accidentes automovilísticos entre 2005 y 2006. 55% de los ocupantes de vehículos de 16 años o más en 2006 no usaban cinturones de seguridad cuando chocaron.
Las tendencias de mortalidad en la carretera tienden a seguir la <a href="./Ley%20de%20Smeed" rel="mw:WikiLink" data-linkid="undefined" data-cx="{&quot;userAdded&quot;:true,&quot;adapted&quot;:true}">ley de Smeed</a> un esquema empírico que correlaciona el aumento de las tasas de mortalidad per cápita con la congestión del tráfico . 